# 唐沢山城
唐沢山城（からさわやまじょう）は、栃木県佐野市富士町と栃本町にかけてあった日本の城。別名は栃本城、根古屋城、牛ヶ城。 「関東一の山城」と称される。城跡は国の史跡に指定されている。2017年には続日本100名城（114番）に選定された。

## 概要
関東七名城の一つ。佐野市街地の北方約5キロメートルの唐沢山（247メートル）山頂を本丸として一帯に曲輪が配された連郭式山城である。戦国時代において、佐野氏第15代当主・佐野昌綱による唐沢山城の戦いで有名で、上杉謙信の10度にわたる攻城を受けたが、度々撃退して謙信を悩ませた。関東地方の古城には珍しく高い石垣が築かれているのが特徴である。続日本100名城に選ばれた。
現在は栃木県立自然公園の一部となっており、本丸に築城主と伝えられる藤原秀郷を祀る唐沢山神社が鎮座する。杉郭跡には栃木県唐沢青年の家が建てられたが、平成19年（2007年）3月31日閉所した。遺構として石垣、大手枡形、土塁、堀切、土橋、近世に復元された井戸などが残っている。また、西側の山麓（佐野市国際クリケット場（旧田沼高校）の東隣）には、城主や家臣が普段生活した根小屋（館）の遺構群が残っている。
北関東自動車道は、佐野田沼IC - 岩船JCT間で唐沢山の山腹に掘られたトンネルを通過するが、このトンネルは「唐沢山城跡トンネル」と命名されている。

## 歴史・沿革
以下のように伝承されている。
築城は平安時代の延長5年（927年）に、藤原秀郷が従五位下・下野国押領使を叙任、関東に下向し唐沢山に城を築いたのが始まりとされる。
天慶3年（940年）平将門による天慶の乱が起こったが、秀郷らの活躍で乱を鎮圧した。この功績により秀郷は従四位、武蔵・下野両国鎮守府将軍を拝領した。
また、一説にはこの乱を鎮圧した天慶3年から築城が開始され天慶5年（942年）に完成したと伝えられる。その後、5代にわたりここに居城した後、6代成行は足利荘に移り一時廃城となった。
平安時代末期の治承4年（1180年）9代俊綱の弟成俊は再びここに城を再興し、佐野氏を名乗った。鎌倉時代に入った建保元年（1213年）成俊は30余年の歳月をかけて城を完成させた。
以上のような伝承がある一方で、最近の研究では唐沢山城の起源は15世紀後半までしか遡らないことが明らかにされている。秀郷築城が伝承された背景には、唐沢山城主の佐野氏の先祖が藤原秀郷であるからであるといわれる。
室町時代中期の延徳3年（1491年）には佐野盛綱が城の修築を行った。
戦国時代の佐野氏は相模の北条氏、越後の上杉氏の二大勢力に挟まれどちらに付くか苦悩した。当初、越後の上杉謙信と結んだ佐野昌綱は、永禄2年（1559年）北条氏政に3万5千の大軍をもって城を包囲された。謙信は即座に援軍を差し向け北条軍を撤退させた。唐沢山城（佐野）は謙信においては関東における勢力圏の東端であり、佐竹氏をはじめとする北関東の親上杉派諸将の勢力圏との境界線でもあったため、特に重要視されたと考えられている。
上杉と北条の間を右往左往する佐野氏に対して、合計10度にわたり上杉軍の唐沢山城攻城を受け、城主・昌綱は何度も降伏したものの、謙信を大いに手間取らせた。この堅固さは評判となり関東一の山城と賞賛された。
昌綱の後を継いだ佐野宗綱は常陸国の佐竹氏と同盟を結んで北条氏と戦い続けるものの、宗綱が戦死すると天正15年（1587年）に北条氏康の子の氏忠を佐野氏の当主に迎えて北条氏の傘下に入り、これを反発した昌綱の弟の佐野房綱は出奔して豊臣秀吉に仕えた。
天正18年（1590年）豊臣秀吉による小田原征伐では、佐野房綱は唐沢山城に帰郷して接収し、氏忠は秀吉の命令で高野山へ追放された。文禄2年（1593年）豊臣氏家臣富田一白の二男・信種を養子に迎え、秀吉の偏諱を賜り佐野信吉と名乗った。
慶長5年（1600年）の関ヶ原の戦いでは信吉は徳川家康方に付き3万5千石の旧領を安堵され佐野藩が成立した。慶長7年（1602年）麓に佐野城が築かれ平安時代より続いた唐沢山城はその歴史に幕を閉じた。廃城に至った説として、江戸に火災があったとき、山上にある唐沢山城よりこれを発見し早馬で江戸に駆け参じたが、江戸を見下ろせる所に城を構えるは何たることかと家康の不興を買ったと言う話がある。また、江戸から20里（80キロメートル）以内の山城は禁令されていたとの説もある。
明治16年（1883年）有志により本丸跡に唐沢山神社が建立された。
昭和30年（1965年）栃木県立自然公園開設。昭和38年（1963年）栃木県唐沢青年自然の家開所。
平成26年（2014年）3月18日、城跡が国の史跡に指定された。
平成29年（2017年）4月6日、続日本100名城（114番）に選定された。